# Jacques Lüthy
Jacques Lüthy (Charmey, 11 luglio 1959) è un ex sciatore alpino svizzero.

## Biografia
Specialista delle prove tecniche, in Coppa del Mondo Lüthy ottenne il primo piazzamento di rilievo il 9 dicembre 1978 sulle nevi di Schladming, giungendo 10º in slalom gigante, e il 16 gennaio 1979 sul difficile tracciato Chuenisbärgli di Adelboden colse il primo podio, il 3º posto nello slalom gigante vinto dal fuoriclasse svedese Ingemar Stenmark davanti al liechtensteinese Andreas Wenzel; nella stessa stagione partecipò ai XIII Giochi olimpici invernali di Lake Placid 1980, sua unica presenza olimpica, riuscendo a conquistare la medaglia di bronzo nello slalom speciale (valida anche ai fini dei Mondiali 1980) e classificandosi 5º nello slalom gigante, e quell'anno in Coppa del Mondo fu 3º nella classifica di slalom gigante.
L'11 gennaio 1983 salì per l'ultima volta sul podio in Coppa del Mondo, ad Adelboden in slalom gigante, piazzandosi 3º dietro ai connazionali Pirmin Zurbriggen e Max Julen; l'ultimo piazzamento della sua attività agonistica internazionale fu l'11º posto ottenuto nel supergigante di Coppa del Mondo disputato a Garmisch-Partenkirchen il 27 gennaio 1985 e si ritirò in occasione dei Campionati svizzeri 1986, dove vinse la medaglia d'oro nello slalom speciale.

## Palmarès

### Olimpiadi
- 1 medaglia:
  - 1 bronzo (slalom speciale a Lake Placid 1980, medaglia valida anche ai fini dei Mondiali 1980)

### Coppa del Mondo
- Miglior piazzamento in classifica generale: 6º nel 1980
- 8 podi (6 in slalom gigante, 2 in slalom speciale):
  - 4 secondi posti
  - 4 terzi posti

### Campionati svizzeri
- 5 medaglie[senza fonte] (dati parziali, dalla stagione 1978-1979):
  - 5 ori (combinata nel 1979; slalom speciale nel 1982; slalom speciale nel 1983; slalom speciale nel 1985; slalom speciale nel 1986)[senza fonte]